# Illocska
Illocska là một thị trấn thuộc hạt Baranya, Hungary. Thị trấn này có diện tích 15,1 km², dân số năm 2010 là 240 người, mật độ 16 người/km².